# Luis Fernando Cueto Chavarría
Luis Fernando Cueto (nacido como Luis Fernando Cueto Chavarría) es un escritor peruano, ganador del Premio Copé Oro de Novela (2011) por su novela Ese camino existe sobre el conflicto interno que sufrió el Perú en la década de los 80´del siglo pasado. Doctor en Filología por la Universidad de Barcelona (2023).

## Biografía
Luis Fernando Cueto nació en el año 1964, en Chimbote, cuando esa localidad era el primer puerto pesquero del mundo. Sin embargo, tiempo después, en 1970, la ciudad fue destruida por un terremoto, y perdió todo el esplendor alcanzado durante la época del boom de la pesca. Ese acontecimiento, más el fenómeno migratorio que se produjo a raíz de la industrialización de la costa del Perú, son los temas principales de las primeras novelas del autor chimbotano.
A los diecisiete años, Luis Fernando Cueto se trasladó a Lima a seguir estudios superiores. Estudió Derecho y Literatura e ingresa, para costear sus estudios, a la ahora extinta Policía de Investigaciones del Perú, siendo destacado a prestar servicios en Zona de Emergencia –Ayacucho –, en la época de la convulsión interna, circunstancia que más adelante se verá reflejada en algunos de sus libros. 
En su carrera como literato, iniciada a los veinticinco años, Cueto ha transitado por la mayoría de géneros literarios, como la poesía, el cuento, la novela y el ensayo. En el año 2008 ganó el Premio de Novela Política, por su obra Días de fuego. En el 2011, su novela Ese camino existe, sobre el conflicto interno que sufrió el Perú en la década de los 80´ del siglo XX, ganó el Premio Copé de Oro, el más trascendente de las letras peruanas. Asimismo, su relato La venganza de John Lennon quedó finalista en el Premio Copé de Cuento del año 2018. Finalista del Copé de ensayo, con su obra El país de los tutaykires. Ganador del Premio José Watanabe Varas (XII Concurso Nacional del Cuento José Watanabe Varas 2022). 
Es master en Estudios Avanzados de Literatura Española y Latinoamericana y doctor en Filología, ambos grados otorgados por la Universidad de Barcelona. Radica en Alemania y colabora constantemente con revistas y diarios con artículos sobre temas literarios y políticos.

## Premios y reconocimientos
- Premio Copé (Premio Copé Oro de Novela 2011 por Ese camino existe)
- Premio de Novela Política 2008 (1º Mención Honrosa por Días de fuego)[3]
- Premio Copé (XX Bienal de cuento Premio Copé 2018, finalista por La venganza de John Lennon)[5]
- Premio José Watanabe Varas (XII Concurso Nacional del Cuento José Watanabe Varas 2022 con conjunto de cuentos La Rebelión)[6]
- Premio Copé 2022: Finalista del Copé de ensayo, con su obra El país de los tutaykires

## Obra
Novelas
- Lancha varada (Río Santa, 2004)
- Llora corazón (Río Santa, 2006)
- Días de fuego (San Marcos, 2009), Premio de Novela Política (2008)[3]
- Ese camino existe (Petròleos del Perú 2012), Premio Copé Oro de Novela (2011)[4]
- Los Chuchan Boys (Río Santa, 2013)
- El diluvio de Rosaura Albina (Santuario, 2014)
- Balada para los arcángeles (Peisa, 2019)[7]
- Cosecha de tiburones (Distrito 93, 2021)
- Cosecha de tiburones (Trascender Editorial, 2022)[8]

Cuentos
- El hereje (Trascender, 2018), 10 cuentos[9]
- La rebelión (Fondo Editorial de La Asociación Peruano Japonesa, 2023)

Poesía
- Labra palabra (Río Santa, 1997)
- Raro oficio (Río Santa, 1999)

Ensayo
- El mito de Orfeo (Academia Peruana de la Lengua – San Marcos, 2013)
- El libro de la resistencia (Academia Peruana de la Lengua – San Marcos, 2013)
- Viaje a través de la piel (Trascender Editorial, 2022)[10]